# Le Cyclone de Noël
Pour plus de détails, voir Fiche technique et Distribution.
Le Cyclone de Noël est un film québécois réalisé par Alain Chicoine et sorti en 2024. Il met en vedette Christine Beaulieu et Véronique Cloutier.
Il s'agit d'un film de Noël inspiré de la série L'Œil du cyclone.

## Synopsis
Isabelle, mère célibataire de trois enfants, apprécie les rassemblements familiaux de Noël. Elle constate que cette année, la réunion familiale est compromise parce que les membres de sa famille prévoient célébrer Noël autrement. Mais, Isabelle ne se décourage pas et avec la complicité de sa sœur Éliane, elle utilisera tous les coups bas pour éviter de se retrouver seule pour ce jour de fête.

## Fiche technique
Sources : IMDb et Films du Québec
- Titre original : Le Cyclone de Noël
- Réalisation : Alain Chicoine
- Scénario : Dominic Anctil, Marie-Élène Grégoire, Louis-Philippe Rivard
- Musique : Jean-Sébastien Houle
- Direction artistique : Renaud Gauthier
- Costumes : Audrey Jouis et Catherine Guyot-Sionnest
- Photographie : Francois Laplante Delagrave
- Son : Jean Asselin, Sylvain Brassard
- Montage : Martin Gravel
- Production : Louis Morissette, Mélanie Viau, Louis-Philippe Drolet
- Société de production : Productions KOTV
- Sociétés de distribution : Les Films Opale, KO Distribution
- Budget : sous les 3,5 millions $ CA[2]
- Pays de production :  Canada
- Tournage : du 14 avril au 7 mai 2024 aux studios Grandé dans l'arrondissement de LaSalle à Montréal et sur la Rive-Sud[2]
- Langue originale : français
- Format : couleur
- Genre : comédie dramatique, film de Noël
- Durée : 90 minutes
- Dates de sortie :
  - Canada : 
    - 26 octobre 2024 (première mondiale à la 43e édition du Festival du cinéma international en Abitibi-Témiscamingue au Théâtre du cuivre)[3]
    - 4 novembre 2024 (première montréalaise au théâtre Outremont)
    - 8 novembre 2024 (sortie en salle au Québec)

## Distribution
- Christine Beaulieu : Isabelle Gagnon
- Véronique Cloutier : Éliane Gagnon
- Patrick Hivon : Jean-François Despatie, ex d'Isabelle et père des trois enfants
- Catherine Souffront : Mylène Rancourt, copine de Jean-François
- Danielle Proulx : Louise, mère d'Isabelle et d'Éliane
- Luc Senay : Michel, mari de Louise, beau-père d'Isabelle
- Emi Chicoine (en) : Jade Gagnon-Despatie
- Juliette Aubé : Emma Gagnon-Despatie
- Joey Bélanger : Jules Gagnon-Despatie
- Étienne Lou : Auguste, copain de Jade
- Dominic Paquet : Daniel, le père d'Auguste
- Louise Portal : Mémère, la mère de Louise, grand-mère d'Isabelle
- Sonia Vachon : Monique, la coiffeuse
- Pierre Verville : M. Paquette, le voisin tannant
- Michèle Richard : elle-même

## Accueil
- Le film franchit le cap du million de dollars de recettes au box-office québécois 12 jours après sa sortie en salle[4].